# Буревестник (женский волейбольный клуб, Ленинград)
«Буреве́стник» (1950—1954 — «Медик», 1958—1961 — СКИФ) — советский женский волейбольный клуб из Ленинграда. 

## Достижения
- Двукратный серебряный призёр чемпионатов СССР — 1969, 1970.
- Трёхкратный бронзовый призёр чемпионатов СССР — 1953, 1961, 1968.
- Обладатель Кубка СССР 1973.

## История
Женская волейбольная команда «Буревестник» («Медик», СКИФ) (Ленинград) — участник чемпионатов СССР в 1950—1980 годах. Одна из сильнейших команд страны 1950-х—начала 1970-х годов. В 1953 «Медик» под руководством Дмитрия Шилло впервые стал призёром союзного первенства, завоевав бронзовые награды. И в дальнейшем студенческая команда Ленинграда постоянно находилась на ведущих ролях в советском женском волейболе, вплоть до 1973 года ни разу не опускаясь в турнирных таблицах чемпионатов СССР ниже 6-го места. СКИФ составил основу сборной Ленинграда, победителя Спартакиады народов СССР и чемпионата СССР 1959 года.
Команда выделялась грамотной и разносторонней подготовкой, умелым взаимодействием игроков, разнообразием в атаках, мобильным построением защиты. В разные годы «Буревестник» тренировали Дмитрий Шилло, Анатолий Эйнгорн, Борис Арефьев, Владимир Зедгенидзе, Михаил Омельченко.
В начале 1970-х годов результаты «Буревестника» пошли на спад. На ведущие роли в ленинградском женском волейболе выдвинулся «Спартак», а «студентки», заняв в 1977 году предпоследнее место в высшей лиге, выбыли в 1-ю лигу союзного первенства. В 1980 команда провела свой последний сезон в чемпионатах СССР, заняв 3-е место в 1-й лиге. После этого «Буревестник» был расформирован, а лучшие волейбольные силы Ленинграда были сконцентрированы в команде ТТУ (бывший «Спартак»).   

## Волейболистки клуба в сборной СССР
В составе сборной СССР в 1940-е — 1970-е годы выступало 8 волейболисток, представлявших команду «Медик/СКИФ/Буревестник» (Ленинград) и ставших победителями Олимпийских игр, чемпионками мира и Европы, обладателями Кубка мира:
- Татьяна Гонобоблева — олимпийская чемпионка 1972, чемпионка Европы 1971, обладатель Кубка мира 1973;
- Людмила Михайловская — олимпийская чемпионка 1968, двукратная чемпионка мира (1960, 1970), чемпионка Европы 1963;
- Наталья Кудрева — олимпийская чемпионка 1972;
- Анна Пономарёва — чемпионка мира 1952, трёхкратная чемпионка Европы (1949, 1950, 1951);
- Лирика Иванская — чемпионка мира 1956;
- Вера Миссик — чемпионка Европы 1949;
- Альбина Ипполитова — чемпионка Европы 1951;
- Надежда Горловская — чемпионка Европы 1951;